# Nauru na Letnich Igrzyskach Olimpijskich 2000
Nauru na Letnich Igrzyskach Olimpijskich 2000 – występ kadry sportowców reprezentujących Nauru na igrzyskach olimpijskich, które odbyły się w Sydney, w Australii, w dniach 15 września – 1 października 2000 roku.
Reprezentacja liczyła dwoje zawodników, startujących w jednej spośród 28 rozgrywanych dyscyplin – w podnoszeniu ciężarów. Zawodnicy z tego kraju nie zdobyli żadnego medalu. Chorążym reprezentacji był 31-letni sztangista Marcus Stephen. Drugą reprezentantką była 23-letnia sztangistka Sheeva Peo. Na igrzyskach w Sydney miał także wystąpić lekkoatleta Cherico Detenamo, jednak nie stanął na starcie eliminacji biegu na 100 metrów.
Był to drugi start reprezentacji Nauru na igrzyskach olimpijskich. Najlepszym wynikiem, jaki osiągnęli reprezentanci tego kraju na Letnich Igrzyskach Olimpijskich 2000, była 10. pozycja, jaką Peo zajęła w rywalizacji sztangistek w kategorii wagowej + 75 kilogramów.

## Tło startu
W 2000 roku reprezentacja Nauru wzięła udział w letnich igrzyskach olimpijskich po raz drugi. Przedtem występowała na igrzyskach w 1996 roku oraz na igrzyskach Wspólnoty Narodów i igrzyskach Pacyfiku. Na Letnich Igrzyskach Olimpijskich 2000 reprezentacja Nauru liczyła dwoje zawodników, którzy startowali wyłącznie w podnoszeniu ciężarów. Sheeva Peo (po mężu Peo-Cook) jest pierwszą kobietą z tego kraju, która wystąpiła na igrzyskach olimpijskich.
Ponadto menedżerem zespołu nauruańskiego podczas igrzysk w Sydney był Pres-Nimes Ekwona.

## Podnoszenie ciężarów
Jako pierwszy podczas Letnich Igrzysk Olimpijskich 2000 wystartował Marcus Stephen. Wystąpił w kategorii wagowej do 62 kilogramów. Zawody w tej kategorii odbyły się 17 września 2000 roku i zostały podzielone na dwie grupy – A i B. Stephen wystąpił w grupie A. W rwaniu pierwsze dwie próby na 115 i 122,5 kilograma zaliczył, natomiast trzecią na 127,5 kilograma spalił. Rwanie zakończył na 15. miejscu wśród sklasyfikowanych zawodników (do zawodów przystąpiło 21 zawodników). W podrzucie dwie pierwsze próby na 152,5 i 162,5 kilograma zaliczył, kolejną na 167,5 spalił; podrzut zakończył na 8. miejscu, i z wynikiem 285 kilogramów w dwuboju zajął 8. miejsce w grupie A, a w końcowej klasyfikacji uplasował się na 11. miejscu. Zwycięzcą tej konkurencji został Nikołaj Peczałow z Chorwacji.
Jako druga wystartowała Sheeva Peo. Wystąpiła w kategorii wagowej powyżej 75 kilogramów. Zawody w tej kategorii odbyły się 22 września. Pierwszą próbę na 92,5 kilograma zaliczyła; kolejną na 97,5 kilograma spaliła, lecz w trzeciej próbie wyrwała sztangę ważącą 97,5 kilograma. Rwanie zakończyła na ostatnim, 11. miejscu. W podrzucie pierwszą próbę na 122,5 kilograma zaliczyła, natomiast kolejne dwie na 127,5 kg spaliła; podobnie jak w rwaniu, podrzut zakończyła na ostatnim miejscu, tym razem dziesiątym (Ukrainka Wita Rudenok nie wystąpiła w podrzucie), i z wynikiem 220 kilogramów w dwuboju zajęła przedostatnie, 10. miejsce, wyprzedzając tylko niesklasyfikowaną Witę Rudenok. Zwyciężczynią tej konkurencji została Ding Meiyuan z Chin.
Mężczyźni
| Miejsce | Zawodnik       | Grupa | Waga ciała | Rwanie (kg) | Rwanie (kg) | Rwanie (kg) | Rwanie (kg) | Podrzut (kg) | Podrzut (kg) | Podrzut (kg) | Podrzut (kg) | Dwubój (kg) |
| Miejsce | Zawodnik       | Grupa | Waga ciała | 1           | 2           | 3           | Wynik       | 1            | 2            | 3            | Wynik        | Dwubój (kg) |
| ------- | -------------- | ----- | ---------- | ----------- | ----------- | ----------- | ----------- | ------------ | ------------ | ------------ | ------------ | ----------- |
| 11.     | Marcus Stephen | A     | 61,60      | 115         | 122,5       | 127,5       | 122,5       | 152,5        | 162,5        | 167,5        | 162,5        | 285         |

Kobiety
| Miejsce | Zawodniczka | Grupa | Waga ciała | Rwanie (kg) | Rwanie (kg) | Rwanie (kg) | Rwanie (kg) | Podrzut (kg) | Podrzut (kg) | Podrzut (kg) | Podrzut (kg) | Dwubój (kg) |
| Miejsce | Zawodniczka | Grupa | Waga ciała | 1           | 2           | 3           | Wynik       | 1            | 2            | 3            | Wynik        | Dwubój (kg) |
| ------- | ----------- | ----- | ---------- | ----------- | ----------- | ----------- | ----------- | ------------ | ------------ | ------------ | ------------ | ----------- |
| 10.     | Sheeva Peo  | A     | 92,34      | 92,5        | 97,5        | 97,5        | 97,5        | 122,5        | 127,5        | 127,5        | 122,5        | 220         |